# De man van marmer
De man van marmer (ook wel De marmeren man, Pools: Człowiek z marmuru) is een Poolse dramafilm uit 1977 onder regie van Andrzej Wajda. Hij won hiervoor de FIPRESCI Prijs op het Filmfestival van Cannes 1978.

## Verhaal
Mateusz Birkut is een bekwaam metselaar. Hij is zo goed in zijn beroep dat hij een nationale held wordt in het communistische Polen. Filmstudente Agnieszka maakt daarom een documentaire over zijn leven. Zij ontdekt dat Mateusz van zijn roem gebruikmaakt om voor de rechten van de Poolse arbeiders op te komen. Het Poolse communistische regime tracht de man daarom te saboteren.

## Rolverdeling
- Jerzy Radziwiłowicz: Mateusz Birkut
- Krystyna Janda: Agnieszka
- Tadeusz Łomnicki: Jerzy Burski
- Jacek Łomnicki: De jonge Burski
- Michał Tarkowski: Wincenty Witek
- Piotr Cieślak: Michalak
- Wiesław Wójcik: Jodła
- Krystyna Zachwatowicz: Hanka Tomczyk
- Magda Teresa Wójcik: Redacteur
- Bogusław Sobczuk: Tv-producent
- Leonard Zajączkowski: Cameraman